# 湯地定監

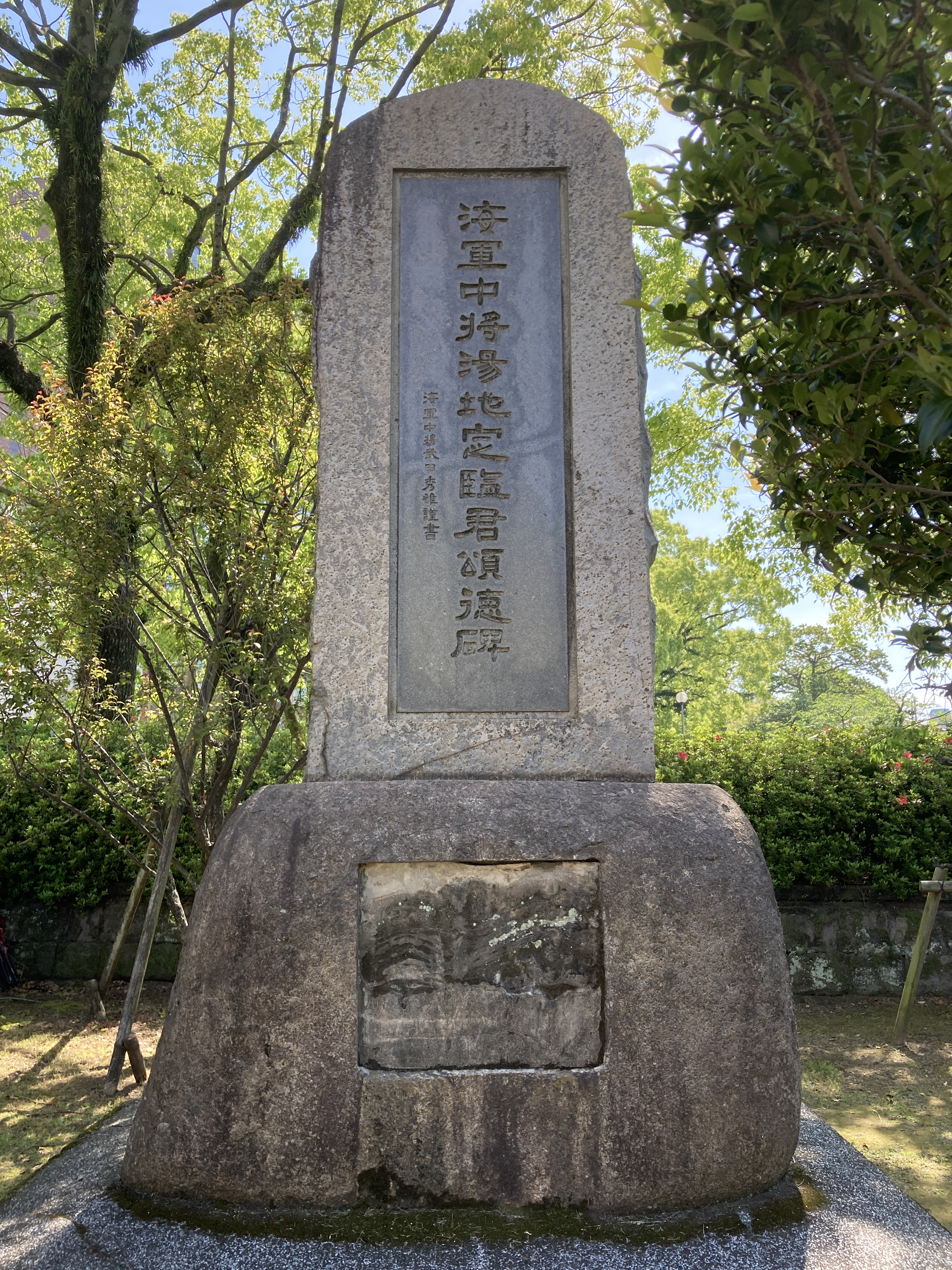
鹿児島市新屋敷町の甲突川左岸緑地にある頌徳碑

湯地 定監（ゆち さだのり / ていかん、1849年11月22日（嘉永2年10月8日） - 1927年（昭和2年）1月29日）は、日本の海軍軍人、政治家。最終階級は海軍機関中将。貴族院勅選議員。

## 経歴
薩摩国鹿児島郡鹿児島城下（現鹿児島県鹿児島市）で、薩摩藩士・湯地定之、貞夫妻の息子として生まれる。
元治元年（1864年）薩摩藩開成所に入所し、慶応2年（1866年）同海軍所に入所。明治5年2月18日（1872年3月26日）兵部省十一等出仕となる。蒸気器械学修業のため米国へ留学。1878年にアナポリスの海軍兵学校 (アメリカ合衆国)へ入学、1881年10月に帰国。同年12月、海軍中機関士に任官。以後、筑紫艦機関長、英国出張（浪速回航事務取扱委員）、浪速機関長、横須賀鎮守府予備艦機関長、扶桑機関長、高千穂機関長、佐世保鎮守府予備艦機関長、横須賀鎮守府機関長兼予備艦部機関長などを経て、日清戦争では常備艦隊機関長、連合艦隊機関長として出征した。
その後、呉鎮守府機関長兼予備艦部機関長、海軍省軍務局機関課長を経て、1897年12月28日、海軍機関総監に昇進し海軍機関学校長に就任。さらに海軍教育本部第二部長、大本営附を務めた。1906年1月26日、海軍武官官階表の改正により海軍機関中将となり、同年4月28日予備役、1914年3月1日後備役を経て、同年10月8日に退役した。
1906年5月17日、貴族院勅選議員に任じられ、死去するまで在任した。

## 栄典
位階
- 1885年（明治18年）9月16日 - 従六位[8]
- 1902年（明治35年）4月30日 - 従四位[9]
- 1927年（昭和2年）1月29日 - 従三位[10]

勲章
- 1902年（明治35年）11月29日 - 勲三等瑞宝章[11]
- 1916年（大正5年）4月1日 - 旭日重光章[12]

## 親族
- 子息 湯地孝（日本近代文学研究者）
- 兄 湯地定基（元老院議官・貴族院勅選議員）
- 妹 乃木静子（乃木希典の妻）
- 孫 湯地朝雄（文芸評論家）